# Lawrence West
Lawrence Kingsley "Laurie" West (ur. 4 września 1935) – kanadyjski wioślarz, srebrny medalista olimpijski.
Wystąpił na igrzyskach olimpijskich w Melbourne w 1956, gdzie Kanadyjczycy w składzie: Philip Kueber, Richard McClure, Robert Wilson, David Helliwell, Donald Pretty, Bill McKerlich, Douglas McDonald, Lawrence West i Carlton Ogawa (sternik) zdobyli srebrny medal w ósemkach. W wyścigu finałowym o 1,9 sekundy przegrali z osadą USA, a o 2,1 sekundy pokonali Australijczyków. Był to jego jedyny start olimpijski.
Ponadto zdobył złoty medal w ósemkach na igrzyskach Imperium Brytyjskiego i Wspólnoty Brytyjskiej w Vancouver w 1954. 
Kształcił się na Uniwersytecie Kolumbii Brytyjskiej. Po zakończeniu kariery został trenerem, prowadził między innymi reprezentację Kanady na Mistrzostwach Świata w Wioślarstwie 1962 w Lucernie. 